# Alberto Bueno
Alberto Bueno, född 20 mars 1988, är en spansk fotbollsspelare som spelar för Boavista. Han spelar på offensiva positioner – som anfallare främst, men han kan också fungera som en vänsterytter.

## Klubbkarriär
Alberto Bueno är en produkt från Real Madrids ungdomssystem, Alberto Bueno spelade 2005–2006 för Real Madrid C och gjorde 37 mål på 37 matcher. Följande säsong flyttades han upp till Real Madrid Castilla där han spelade 31 matcher i den andra divisionen.
I augusti 2007 blev han uppflyttad till Real Madrid (A-laget) inför säsongen 2007–2008 av tränaren Bernd Schuster. Han gjorde debut i en träningsmatch mot FC Lokomotiv Moskva, där han ersattes i pausen av en annan canteraspelare, det vill säga en av Real Madrids egna produkter, Javier Balboa.
Den 11 november 2008 spelade Alberto Bueno sin andra match i Real Madrid mot Real Unión i Copa del Rey. Efter mindre än 8 minuter efter sitt inhopp gjorde han sitt första mål i Real Madrids A-lag. Elva dagar senare gjorde han La Liga-debut med Real Madrid när han ersatte Raúl González Blanco i 1-0-hemmasegern mot Recreativo de Huelva.
Sommaren 2009 skrev Alberto Bueno på för Real Valladolid då Henok Goitom hade lämnat klubben för UD Almería.
Den 28 februari 2015 gjorde Bueno fyra mål på en kvart för Rayo Vallecano i en 4–2-hemmavinst över Levante. Han blev då den första spelaren i Rayo Vallecanos historia att göra fyra mål i en La Liga-match samt hans fyra mål var de snabbaste en spansk spelare gjort i La Liga sedan Guillermo Campanal gjorde fyra mål på 10 minuter för Sevilla mot Espanyol 1942.

## Landslagskarriär
Alberto Bueno ingick i Spaniens U19 landslag som vann U19-EM 2006. Han vann även mästerskapets skytteliga med sina fem mål. 
Därefter har han representerat nationen under U20-VM 2007.